# Bernard Bouyon
Pour les articles homonymes, voir Bouyon (homonymie).
Bernard Bouyon, né à Paris en 1944, est un médailleur français de La Monnaie de Paris.

## Œuvres
- Médaille de vœux  Vœux pour toute l´année, vœux pour toute la vie. Il faut construire avec son cœur, Il faut construire avec ses mains. Il faut construire le bonheur pour soi et pour tous les humains. Médaille en bronze, diamètre : 100 mm, poids : 484 grammes.

## Publications
- Bernard Bouyon, Études de gravure monétaire : de l'Italie grecque archaïque a l'Europe du 17e siècle, 1998.
- Bernard Bouyon, Georges Depeyrot, Jean-Luc Desnier, Systèmes et technologie des monnaies de bronze : 4e s. avant J.-C. - 3e s. après J.-C., 2000.